# سيد مصطفى (ملحن)
سيد أفندي مصطفى (8 أبريل 1906 - 7 يناير 1980) هو مغني وملحن وممثل مصري.

## حياته ونشأته
ولد سيد مصطفي أحمد الفطاطرى 8 أبريل 1906 في حي السيدة زينب بالقاهرة، التحق في صغره بالكتاب لحفظ القرآن وانقطع عن الدراسة لولعه بالغناء، وكان يغشي الموالد واماكن السمر وتحول وهو لايزال صبيا للغناء في الافراح والمناسبات المختلفة، توفي في 7 يناير سنة 1980 بالقاهرة.

## مسيرته
- توسم فيه علي الكسار الموهبة فضمه الي فرقته، حيث كانت الموسيقي والغناء من أهم عناصر العرض وفي هذه الفترة، وأعجب سيد درويش بصوته وقدرته علي حفظ الالحان.
- في هذه الفترة كان سيد درويش يعمل ملحنا في فرقه علي الكسار، وأسند اليه درويش مهمه تحفيظ المطربين.[4]
- شارك سيد في تمثيل عروض الفرقة علي الكسار وغنى أعمال خالد الذكر ومنها :[5]

1. يا هادى يا هادى .
2. الجرسونات .
3. الشيالين .
4. القلل القناوي .
5. تجارة العجم .
6. يا حلالك يا جمالك .
7. هز الهلال يا سيد .
8. دنجى دنجى .
9. سالمه يا سلامه.

- شارك في تمثيل عروض فرقة الكسار سنة 1927.
- عمل مدرسا في معهد الموسيقي واختير للمشاركة في اللجنة المشكلة لجمع التراث الموسيقي والتي مهدت لإنشاء فرقة الموسيقي العربية 1968.[5]
- من أشهر أعماله أغنية الجوز الخيل والعربية.
- شارك في تلحين جزء كبير من أعمال على الكسار، بالإضافة الى الصور الغنائية ومن أهمها (نزهة وفرح شرقاوي وعيد الرز وعروسة وجهاز العروسة وتفاريح رمضان والراعي والسعد والبركة وابن عروسة ووأفراح.[6]
- أسند إليه تلحين سبع وعشرون مسرحية ، من أشهرها صح النوم وحبايب والبكاشة وحياة البربري والباشا أغا وبنت الشحات وخاتم الملك وفوانيس الغرام و42 ست وبيت النتاش وبنت الإيه واللي يعيش .
- قام مع زكريا أحمد ومحمد عبد الوهاب حلمى سنة 1944 بتلحين أوبريت يوم القيامة ولحن لفرقه الممثلة ببا عز الدين المسرحيات القصيرة ومنها : (أل جونسون ومملكة النحل وساحة الشرف وأعياد الطبيعة .
- تعاون معه الكثير من الفنانون منهم: محمد عبد الوهاب وفريد الأطرش ومحمد القصبجي ورياض السنباطي ومحمد قنديل وكارم محمود وببا عز الدين .
- من الأفلام اللي قام بوضع موسيقاها : رنة الخلخال وصاحب السعادة وكشكش بك وخلف الحبايب.
- يعد سيد السبب الرئيسي فى معرفه الناس بسيد درويش، حيث تمتع بذاكرة موسيقية قوي في حفظ ألحان سيد درويش بسبب ائتمان درويش علي ألحانه وأعماله وقد أعاد تقديمها للإذاعة والمسرح والتليفزيون فيما بعد، وصفه سيد درويش بالمسجل فكان يذكره بأي لحن سقط منه سهوا .
- كان أول من قدمت له الإذاعة المصرية سنة 1937 عند افتتاحه البرنامج الغنائي السعد والبركه من ألحانه وغنائه، واشترك معه في الغناء كارم محمود ومحمد قنديل وشافية أحمد وإبراهيم حمودة.[7]

## أعماله

### موسيقى
بين القصرين
1964 - فيلم
الألحان
لن أبكى أبدا
1957 - فيلم
الألحان
رنة الخلخال
1955 - فيلم
الألحان
في صحتك
1955 - فيلم
الحان
مدرسة البنات
1955 - فيلم
الألحان
مملكة النساء
1955 - فيلم
الألحان
قصة غرام
1945 - فيلم
الألحان
شالوم الترجمان
1935 - فيلم
ألحان وموسيقى تصويرية

### تمثيل
عمر وجميلة
1937 - فيلم
مبروك
1937 - فيلم
بحار
كله إلا كده
1936 - فيلم
علي
شالوم الترجمان
1935 - فيلم
حوادث كشكش بيك
1934 - فيلم
برسوم يبحث عن وظيفة
1923 - فيلم